# Oxalaia quilombensis
Oxalaia quilombensis es la única especie conocida del género extinto Oxalaia de dinosaurio saurisquio terópodo espinosáuridos que vivió a mediados en el período Cretácico durante el Cenomaniense, entre 100,5 y 93,9 millones de años en lo que ahora es Sudamérica. Sus únicos fósiles conocidos fueron encontrados en 1999 en la isla Cajual en las rocas de la Formación Alcântara, que es conocida por su abundancia de especímenes fósiles aislados y fragmentarios. Los restos de Oxalaia fueron descritos en 2011 por brasileños el paleontólogo Alexander Kellner y sus colegas, quienes asignaron los especímenes a un nuevo género que contiene una especie, Oxalaia quilombensis. El nombre de la especie se refiere a los asentamientos quilombo brasileños. Oxalaia quilombensis es la octava especie de terópodo oficialmente nombrada de Brasil y el dinosaurio carnívoro más grande descubierto allí. Está estrechamente relacionado con el género africano Spinosaurus y puede ser un sinónimo más moderno de este taxón.
Aunque Oxalaia se conoce solo a partir de dos huesos parciales del cráneo, Kellner y sus colegas encontraron que sus dientes y cráneo tenían algunas características distintas que no se ven en otros espinosáuridos o terópodos, incluidos dos dientes de reemplazo en cada cavidad y un paladar secundario muy esculpido. El hábitat de Oxalaia era tropical, densamente boscoso y rodeado por un paisaje árido. Este entorno tenía una gran variedad de formas de vida también presentes en el norte de África del Cretácico Medio, debido a la conexión de América del Sur y África como partes del supercontinente Gondwana. Como espinosáurido, el cráneo y la dentición indican un estilo de vida parcialmente piscívoro similar al de los cocodrilos modernos. La evidencia fósil sugiere que los espinosáuridos también se alimentaban de otros animales, como pequeños dinosaurios y pterosaurios.

## Descripción
Los premaxilares holotipos miden juntos aproximadamente 201 milímetros de largo, con un ancho conservado de 115 milímetros,el ancho original máximo estimado es 126 milímetros y una altura de 103 milímetros. Basado en material esquelético de espinosáuridos relacionados, el cráneo de Oxalaia habría tenido aproximadamente 1,35 metros de largo. Esto es más pequeño que el cráneo de Spinosaurus, que midio aproximadamente a 1,75 metros de largo según el paleontólogo italiano Cristiano Dal Sasso y sus colegas en 2005. Kellner y su equipo compararon el espécimen de Dal Sasso, MSNM V4047 con el hocico de  Oxalaia original en 2011. A partir de esto estimaron una longitud  de 12 a 14 metros y 5 a 7 toneladas de peso, lo que lo convierte en el terópodo más grande conocido de Brasil, el segundo más grande es Pycnonemosaurus , que se estimó en 8,9 metros por un estudio.

Tamaño del animal comparado con un humano

La punta del hocico se agranda y la parte trasera se contrae, formando la forma de roseta terminal que distingue a los espinosáuridos. Esta forma se habría entrelazado con el frente también expandido del dentario, hueso de la mandíbula portador de dientes. La roseta de Oxalaia se caracterizaba por amplios y profundos agujeros que son posiblemente canales de nutrientes para los vasos sanguíneos y los nervios. También es más redondo en vista lateral que el de Spinosaurus, cuya mandíbula superior termina en un ángulo descendente más agudo como lo muestran los especímenes MSNM V4047 y MNHNSAM 124. Los maxilares muestran un par de procesos delgados y alargados que se extienden hacia adelante a lo largo de la línea media del techo de la boca. Están encajonados entre los premaxilares y bordean un elaborado pozo en forma de triángulo en su extremo frontal. Procesos similares están presentes en Suchomimus, Cristatusaurus y MNHN SAM 124, aunque no tan expuestos. Estas estructuras componen el paladar secundario del animal. La parte inferior de los premaxilares está muy ornamentada en Oxalaia, en contraste con la condición más suave que tiene en otros espinosáuridos.

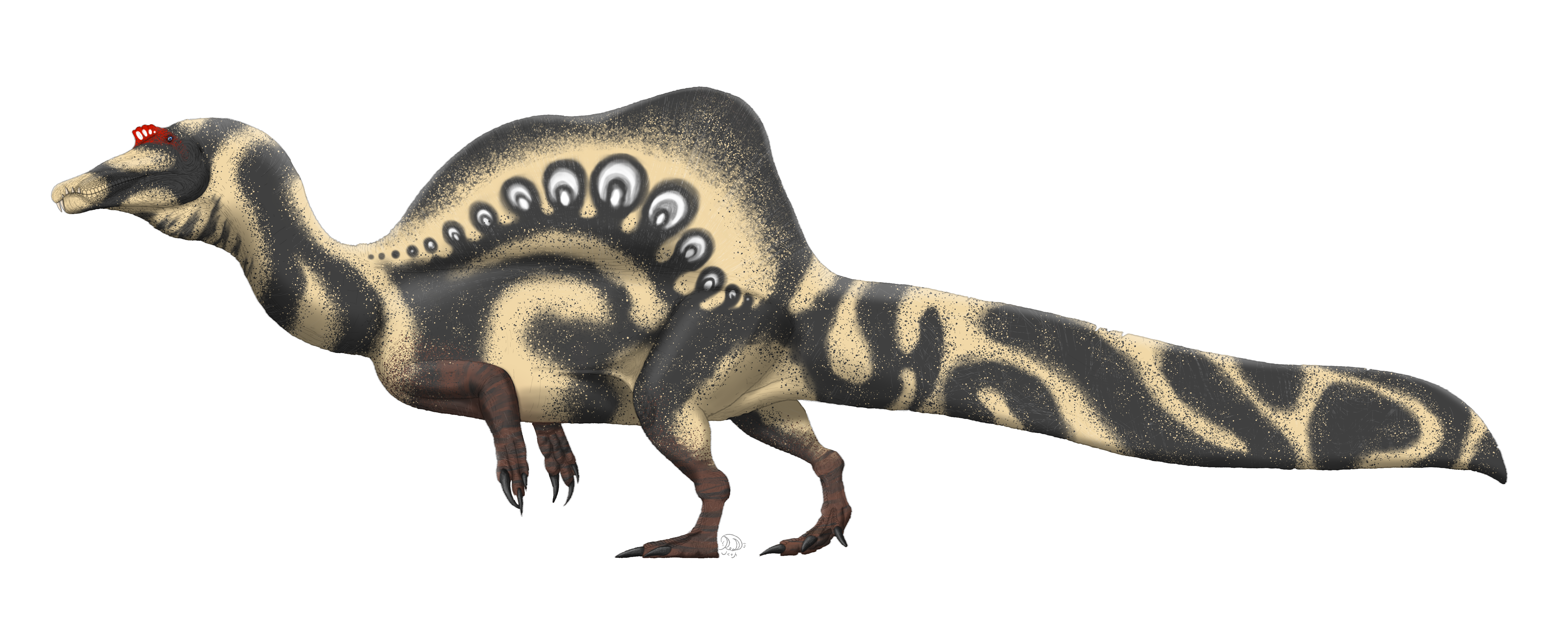
Restauración de vida hipotética basada en familiares.

Los premaxilares tienen siete alvéolos, cavidades dentales, en cada lado, el mismo número que se encuentra en Angaturama , Cristatusaurus, Suchomimus y MNHN SAM 124, referido a Spinosaurus, MSNM V4047, otro espécimen de mandíbula superior de Spinosaurus, tenía solo seis. No se puede confirmar si este menor número de dientes se debe a la ontogenia, para eso, es necesario un tamaño de muestra mayor. Una gran diastema, espacio en la fila de dientes, separa la cavidad del tercer diente del cuarto, esto se observa en todos los demás espinosáuridos, siendo más pequeño en Suchomimus. Otro diastema de casi la misma longitud se encuentra entre el quinto y el sexto alvéolo, este diastema se ve en MNHN SAM 124 y es mucho más largo en MSNM V4047 pero está ausente en Suchomimus y Cristatusaurus. El fragmento maxilar referido a Oxalaia, MN 6119-V tiene dos alvéolos y un tercero roto que incluye un diente parcial. Al igual que el premaxilar, tenía canales de nutrientes preservados. También presenta una abolladura poco profunda en el medio, lo que sugiere que se encontraba cerca de las fosas nasales externas . Pequeños fragmentos dentro de algunos de los alvéolos restantes muestran que, a diferencia de sus parientes del Cretácico Temprano, Suchomimus y Cristatusaurus , Oxalaia carecía de estrías en los dientes. Aparte del único diente funcional en cada alvéolo, había dos dientes de reemplazo, que según Kellner son "una característica común en los tiburones o en algunos reptiles, pero no en los terópodos".  Una sección transversal de los dientes mostró la forma ovalada típica exhibida por los espinosáuridos en lugar de la compresión lateral de otros dientes terópodos.
Los dientes espinosáuridos reportados en Laje do Coringa fueron clasificados en dos morfotipos primarios por el paleontólogo brasileño Manuel Medeiros en 2006. Ambos muestran una dentición típica de espinosaurios, aunque el morfotipo II tiene un esmalte dental más suave que el primero.  Los dientes de Oxalaia muestran una morfología más cercana al morfotipo I mientras que el segundo grupo de dientes representa dientes del morfotipo I desgastados o una espinosáurido no descrito de la Formación Alcântara.

## Descubrimiento e investigación

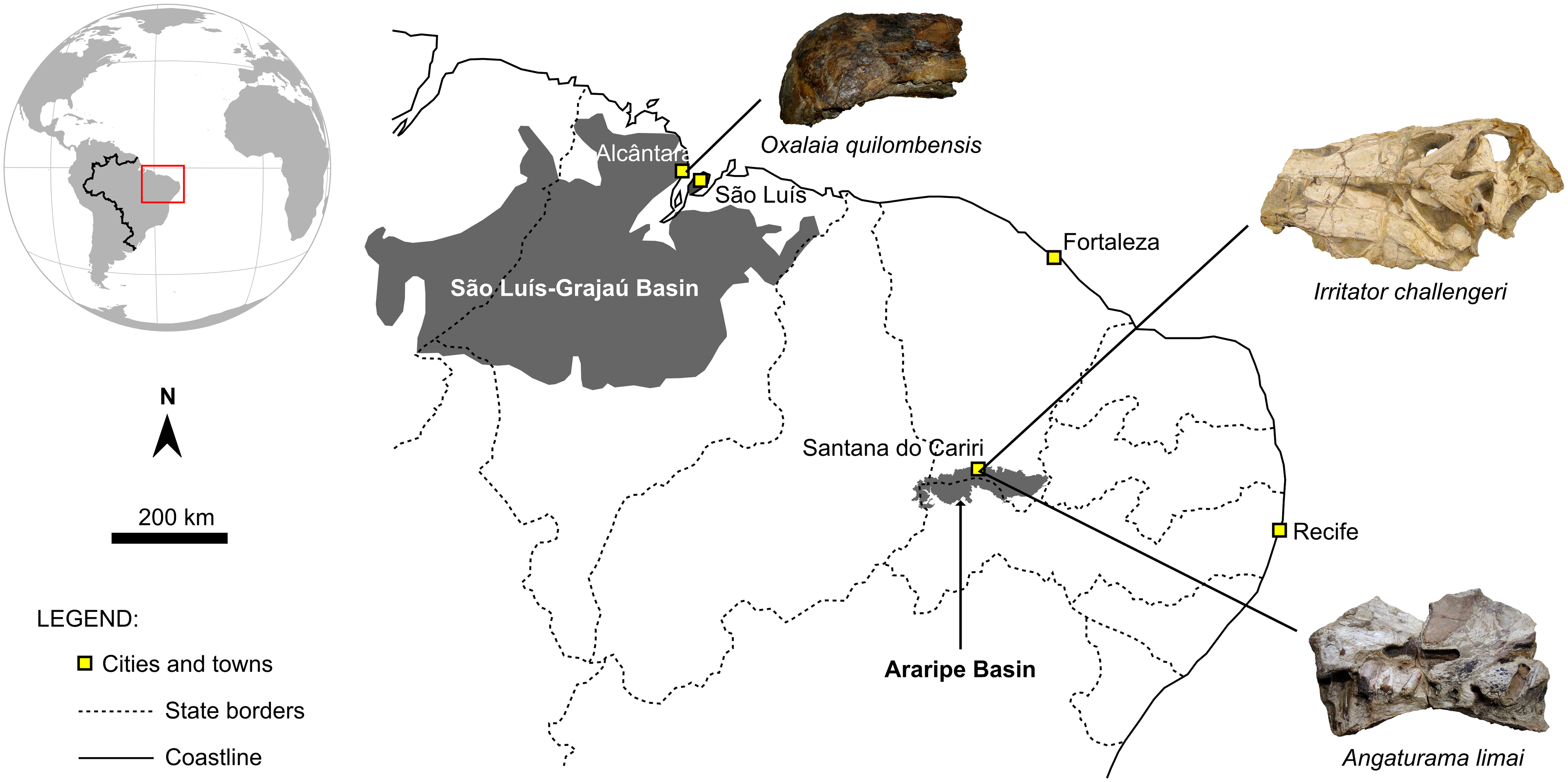
Mapa que muestra la región noreste de Brasil, con los sitios de descubrimiento de tres especímenes fósiles de espinosaurinos en las cuencas de Araripe y São Luís-Grajaú marcados. De arriba abajo: Oxalaia, Irritator y Angaturama.

Oxalaia proviene de la Formación Alcântara, una sucesión de rocas sedimentarias que forma parte del Grupo Itapecuru de la Cuenca São Luís-Grajaú, en el noreste de Brasil. Los científicos han fechado estas rocas en la etapa Cenomaniense del período Cretácico tardío, hace 100,5 a 93,9 millones de años.. Afloramiento en la costa norte de la formación, la localidad de Laje do Coringa está formada principalmente por areniscas y lutitas , junto con capas de rocas conglomeradas que contienen plantas fósiles y vertebrados fragmentos. Estos sedimentos fueron depositados en condiciones marinas y fluviales similares a las de la Formación Bahariya en Egipto, donde se han encontrado restos de Spinosaurus. En 1999, se recuperaron fósiles de Oxalaia del Laje do Coringa. La paleontóloga Elaine Machado, del Museo Nacional de Río de Janeiro, se sorprendió al encontrar un fósil tan bien conservado en el sitio y afirmó en un comunicado de prensa que "así es como ocurren la mayoría de los descubrimientos científicos, fue por accidente". El hallazgo fue poco frecuente debido a la naturaleza erosiva de las mareas en el depósito, que son responsables del estado fragmentado de la mayoría de los fósiles en el lecho óseo. Los restos que no se encuentran en el sitio a menudo se eliminan de la formación por la acción de las olas.  Generalmente, la mayoría de los restos fósiles encontrados en la Formación Alcântara consisten en dientes y elementos esqueléticos aislados, de los cuales el sitio Laje do Coringa ha producido cientos.

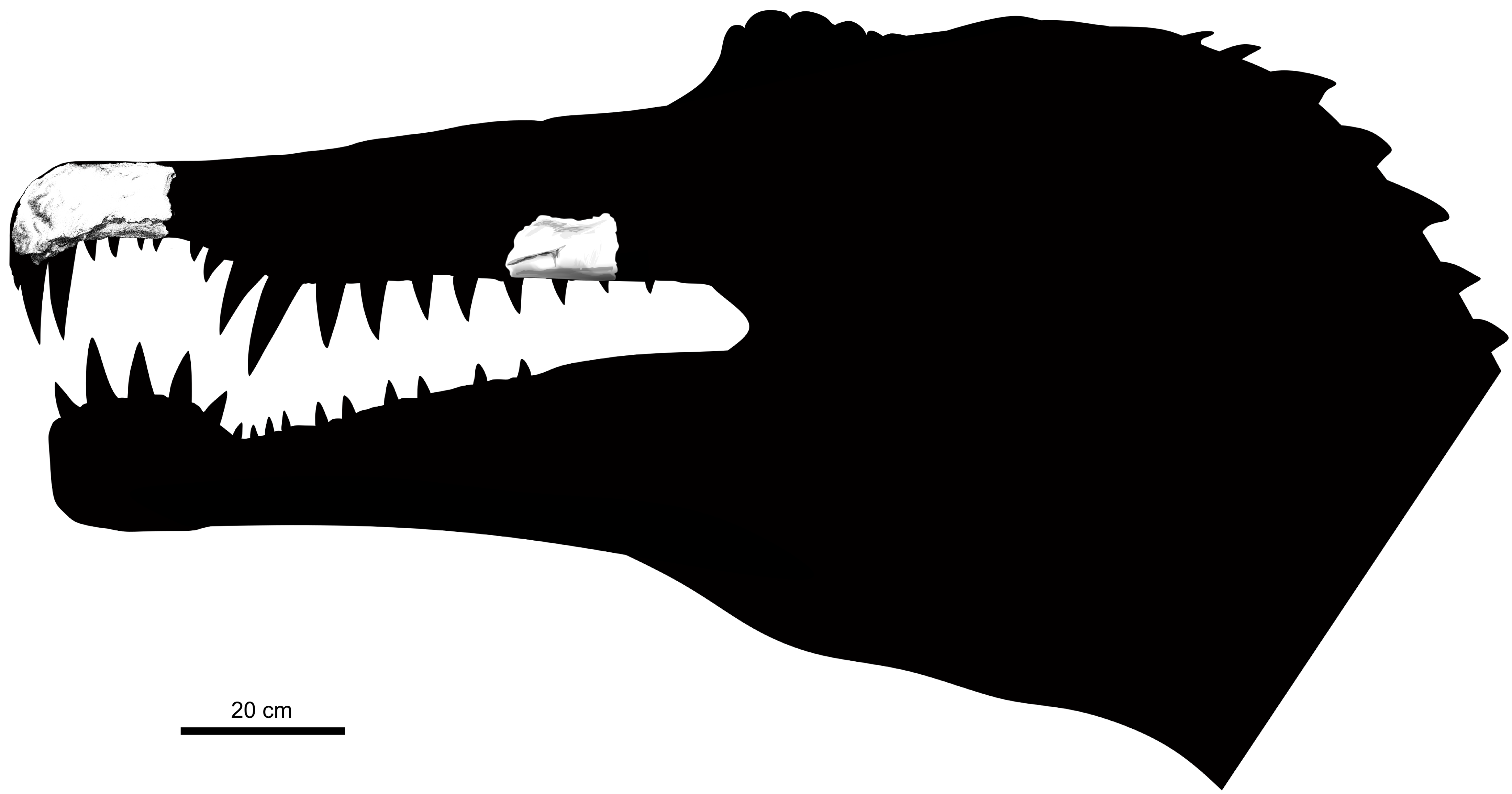
Diagrama que ilustra el material de mandíbula conocido en su lugar,

Oxalaia es uno de los tres dinosaurios espinosáuridos descubiertos en Brasil, los otros dos son Irritator y su posible sinónimo Angaturama, los cuales también se conocían inicialmente a partir de cráneos parciales. Fueron descubiertos en la Formación Romualdo del Grupo Santana, parte de la Cuenca de Araripe. Los microfósiles fechan esta formación en el Albiano, entre nueve y seis millones de años antes de Oxalaia. El registro fósil de espinosáuridos es pobre en comparación con los de otros terópodos grupos; se conocen muy pocos fósiles corporales y la mayoría de los géneros se han erigido a partir de elementos aislados como vértebras o dientes. El espécimen holotipo de Oxalaia quilombensis, designado MN 6117-V, fue encontrado in situ, en su lugar original de deposición, con parte del lado izquierdo incrustado en la matriz de la roca. Consiste en los premaxilares fusionados,  huesos frontales del hocico, de un individuo grande. Un fragmento aislado e incompleto del maxilar izquierdo, hueso principal de la mandíbula superior, MN 6119-V se remitió a Oxalaia debido a que mostró los mismos rasgos generales que ocurren en los espinosáuridos, el maxilar fue descubierto en la superficie de la roca, posiblemente movido de su ubicación original después de la erosión. Ambos fragmentos óseos fueron encontrados en la Isla Cajual, Maranhão, en la Región Nordeste de Brasil, y se encontraban en el Museo Nacional de Río de Janeiro. En 2018, un incendio envolvió el palacio que alberga el museo, posiblemente destruyendo los especímenes de Oxalaia, junto con varios otros fósiles encontrados en Brasil. Además de los huesos parciales del cráneo, anteriormente se habían informado numerosos dientes de espinosáuridos en el sitio de Laje do Coringa. Dos vértebras caudales de la formación ha sido referido al espinosáurido Sigilmassasaurus brevicollis. La paleontóloga estadounidense Mickey Mortimer señaló informalmente que estos pueden pertenecer a Oxalaia.
Los descubrimientos de Oxalaia y de los reptiles del Cretácico tardío Pepesuchus y Brasiliguana se dieron a conocer en una exposición de la Academia de Ciencias de Brasil en marzo de 2011. Machado describe Oxalaia como "el reptil dominante de lo que es ahora Isla Cajual". Afirmó que hay interés en los espinosáuridos en Brasil y en el extranjero debido a su debut en la franquicia de Jurassic Park y su distinción entre otros dinosaurios carnívoros. La descripción de la especie de Oxalaia fue escrita por paleontólogos brasileños Alexander Kellner, Elaine Machado, Sergio Azevedo, Deise Henriques y Luciana Carvalho. Este artículo, entre muchos otros, se compuso en un volumen de 20 trabajos sobre biodiversidad prehistórica que fue publicado por la Academia en marzo de 2011. La especie tipo Oxalaia quilombensis es la octava especie de terópodo oficialmente nombrada de Brasil. El nombre genérico Oxalaia se deriva del nombre de la deidad africana Oxalá, que se introdujo en Brasil durante el período de la esclavitud. El nombre específico O. quilombensis se refiere a los asentamientos quilombo como los de la isla Cajual, que fueron fundados por esclavos fugitivos.

## Clasificación
Los elementos tipo de Oxalaia se parecen mucho a los de los especímenes MSNM V4047 y MNHN SAM 124, ambos denominados Spinosaurus aegyptiacus. Kellner y sus colegas diferenciaron a Oxalaia de estos y de otros espinosáuridos por sus características craneodentales distintivas, como su parte palatina esculpida de los premaxilares y la posesión de dos dientes de reemplazo en cada posición. Los espinosáuridos más fragmentarios como Siamosaurus y "Sinopliosaurus " fusuiensis se basan solo en los dientes, lo que los hace difíciles de separar de otros taxones. El hábito de nombrar terópodos a partir de dientes aislados o fragmentos de dientes ha dado lugar a muchos géneros inválidos y sinónimos también ha ocurrido con espinosáuridos y se ve agravada por la falta común de restos esqueléticos superpuestos, una condición previa para distinguir taxones válidamente.

Tamaño de varios espinosáuridos (Oxalaia en verde, tercero desde la izquierda) en comparación con un humano

En 2017, un análisis filogenético realizado por los paleontólogos brasileños Marcos Sales y Cesar Schultz concluyó que Oxalaia estaba más estrechamente relacionada con los espinosaurinídos africanos que con los espinosaurinídos brasileños como Angaturama, como lo indica un hocico más ancho y la falta de una cresta sagital dorsal en los praemaxilares. Los géneros brasileños Oxalaia y Angaturama fueron recuperados como los dos parientes más cercanos de Spinosaurus, Oxalaia formando su taxón hermano. Aunque fragmentario, el material brasileño indica que los espinosaurinídos eran más diversos de lo que se reconocía anteriormente. Spinosaurus se diferencia de Oxalaia por sus alvéolos dentales significativamente más espaciados, la presencia de un ligero estrechamiento entre su tercer y cuarto alvéolos y la pendiente más pronunciada de su hocico. Oxalaia se asigna actualmente a la subfamilia Spinosaurinae debido a la morfología de su mandíbula superior y la ausencia de finas dentaduras en sus dientes que tipifican a las barioniquinídos. A continuación se muestra un cladograma de Sales y Schultz, en el que Oxalaia se agrupa en Spinosaurinae, como un pariente más cercano de Spinosaurus que Angaturama.
En 2020, un artículo de Robert Smyth y sus colegas que evaluaba los espinosaurinídos del Grupo Kem Kem no encontró que las autapomorfias de Oxalaia quilombensis fueran suficientes para justificar un taxón separado, sino que las consideró el resultado de una variación individual . Por lo tanto, los autores consideraron a la especie como un sinónimo más moderno de Spinosaurus aegyptiacus. Si se apoya en estudios futuros, esto implicaría que Spinosaurus aegyptiacus tuvo una distribución más amplia y respaldaría un escenario de intercambio de fauna entre América del Sur y África durante el Cenomaniano.

### Filoigenia
|  | Angaturama                                              |
|  |                                                         |
|  | \| \| Oxalaia \| \| \| \| \| \| Spinosaurus \| \| \| \| |
|  |                                                         |
|  | Oxalaia                                                 |
|  |                                                         |
|  | Spinosaurus                                             |
|  |                                                         |

|  | Oxalaia     |
|  |             |
|  | Spinosaurus |
|  |             |

|  | Angaturama                                              |
|  |                                                         |
|  | \| \| Oxalaia \| \| \| \| \| \| Spinosaurus \| \| \| \| |
|  |                                                         |
|  | Oxalaia                                                 |
|  |                                                         |
|  | Spinosaurus                                             |
|  |                                                         |

|  | Oxalaia     |
|  |             |
|  | Spinosaurus |
|  |             |

## Paleobiología

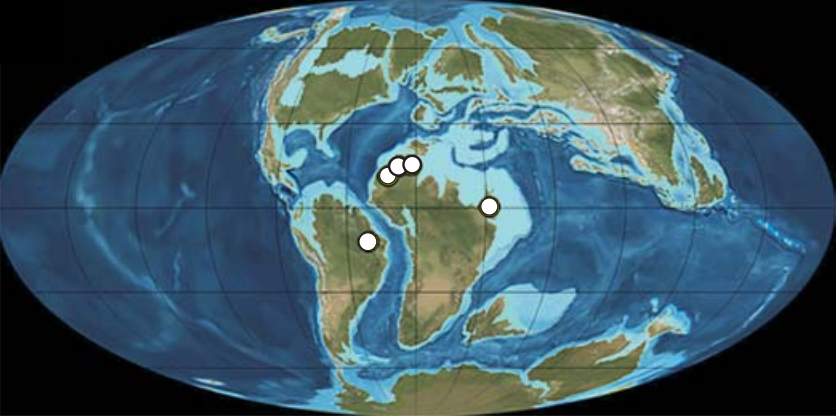
Ubicaciones generalizadas de descubrimientos de fósiles de espinosáuridos del Albiano - Cenomaniano, hace 113 a 93,9 millones de años, marcadas en un mapa de ese lapso de tiempo.

Los depósitos del Cretácico Superior de la Formación Alcântara han sido interpretados como un hábitat húmedo de bosques tropicales dominados por coníferas, helechos y colas de caballo. Estos bosques estaban rodeados por un paisaje árido a semiárido que probablemente estuvo sujeto a breves períodos de fuertes lluvias seguidas de largos períodos secos. En la formación se ha descubierto una gran abundancia y variedad de taxones de animales, como dinosaurios, pterosaurios , serpientes, moluscos, cocodrilos , notosúquidos y peces. Los taxones acuáticos conocidos de los depósitos incluyen el celacanto grande Mawsonia gigas. la raya Myliobatis sp., dos peces sierra Sclerorhynchidae, así como varias especies de peces óseos, peces con aletas radiadas y peces pulmonados. Los restos fósiles de dinosaurios sugieren la presencia de diplodocoides como Itapeuasaurus cajapioensis, titanosaurianos basales, el terópodo gigante Carcharodontosaurus sp., un noasáurido estrechamente relacionado con Masiakasaurus y un dromeosáurido. Además, los dientes característicos y un centro vertebral fueron referidos a Spinosaurus sp..
La mayor parte de la flora y fauna descubierta en la Formación Alcântara también estuvo presente en el norte de África en los Lechos Kem Kem de Marruecos durante el Cenomaniano; con unas pocas excepciones, como Oxalaia quilombensis, Atlanticopristis equatorialis , Equinoxiodus alcantariensis y Coringasuchus anisodontis. Según Medeiros y sus colegas, el conjunto Laje do Coringa también puede estar vinculado a la Formación Bahariya contemporánea en Egipto, que contiene una combinación distinta de taxones clave que constituyen Spinosaurus aegyptiacus, Carcharodontosaurus saharicus y Onchopristis numidus. Esta extrema similitud entre la biota cretácica del Brasil con la de África es el resultado de su conexión como partes del supercontinente Gondwana, que comprendía la mayoría de las masas de tierra del hemisferio sur moderno. Esta conexión se rompió por las fisuras y la expansión del lecho marino hace 130-110 millones de años. Posteriormente, las asociaciones transoceánicas habrían seguido evolucionando por separado, contribuyendo a pequeñas diferencias entre taxones. Machado afirmó que la isla Cajual todavía estaba unida al continente africano durante el Cenomaniano. De manera similar, Medeiros y sus colegas notaron que la presencia de una cadena de islas u otra conexión terrestre duradera durante ese tiempo podría explicar las similitudes entre la fauna.

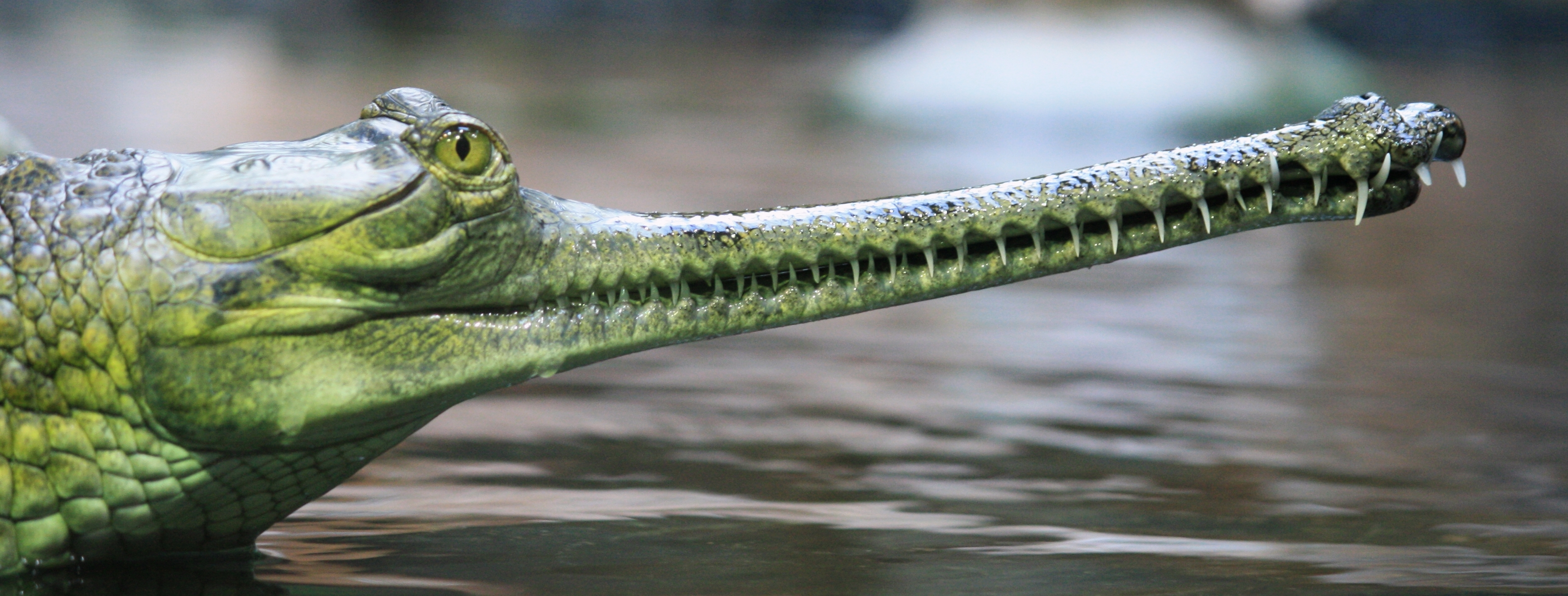
Un gavial indio, que muestra la misma forma de roseta entrelazada que se ve en las puntas del hocico de los espinosáuridos

Como espinosáurido, Oxalaia habría tenido extremidades anteriores grandes y robustas, miembros posteriores relativamente cortos, espinas neurales alargadas que forman una cresta o vela en su espalda y altas espinas neurales en sus vértebras caudales que, similares a las colas de los cocodrilos modernos, pueden haber ayudado a nadar. Los espinosáuridos probablemente pasaban la mayor parte de su tiempo cerca o en el agua y se alimentaban principalmente de animales acuáticos, evitando la competencia directa con otros grandes depredadores pero pudiendo sostenerse como animales terrestres si era necesario. Este comportamiento se observa en casos como los huesos de iguanodóntidos juveniles encontrados en la cavidad del estómago de un fósil de Baryonyx y un diente de Irritator incrustado en restos de pterosaurios. Los dientes cónicos, transversalmente ovalados de Oxalaia y sus orificios nasales, que se retrajeron más atrás en el cráneo que en la mayoría de los terópodos, probablemente eviten que el agua entre en sus fosas nasales mientras pescan, son característicos de los espinosáuridos. Ambas características son adaptaciones útiles para la captura y alimentación de peces. Las mandíbulas frontales expandidas y entrelazadas y los dientes penetrantes de los espinosáuridos funcionaban como una eficaz trampa para peces, un rasgo que también exhibe el gavial indio, el cocodrilo más piscívoro que existe. Kellner comparó la apariencia general de los cráneos de espinosáuridos con los de los caimanes.